# مسجد محقق
مسجد محقق مربوط به دوره قاجار است و در استهبان، چهارراه آب پخش، خیابان سلمان، کوچه شاه، مسجد محقق واقع شده و با شمارهٔ ثبت ۲۶۶۳۸ به‌عنوان یکی از آثار ملی ایران به ثبت رسیده‌است.